# پرده دود

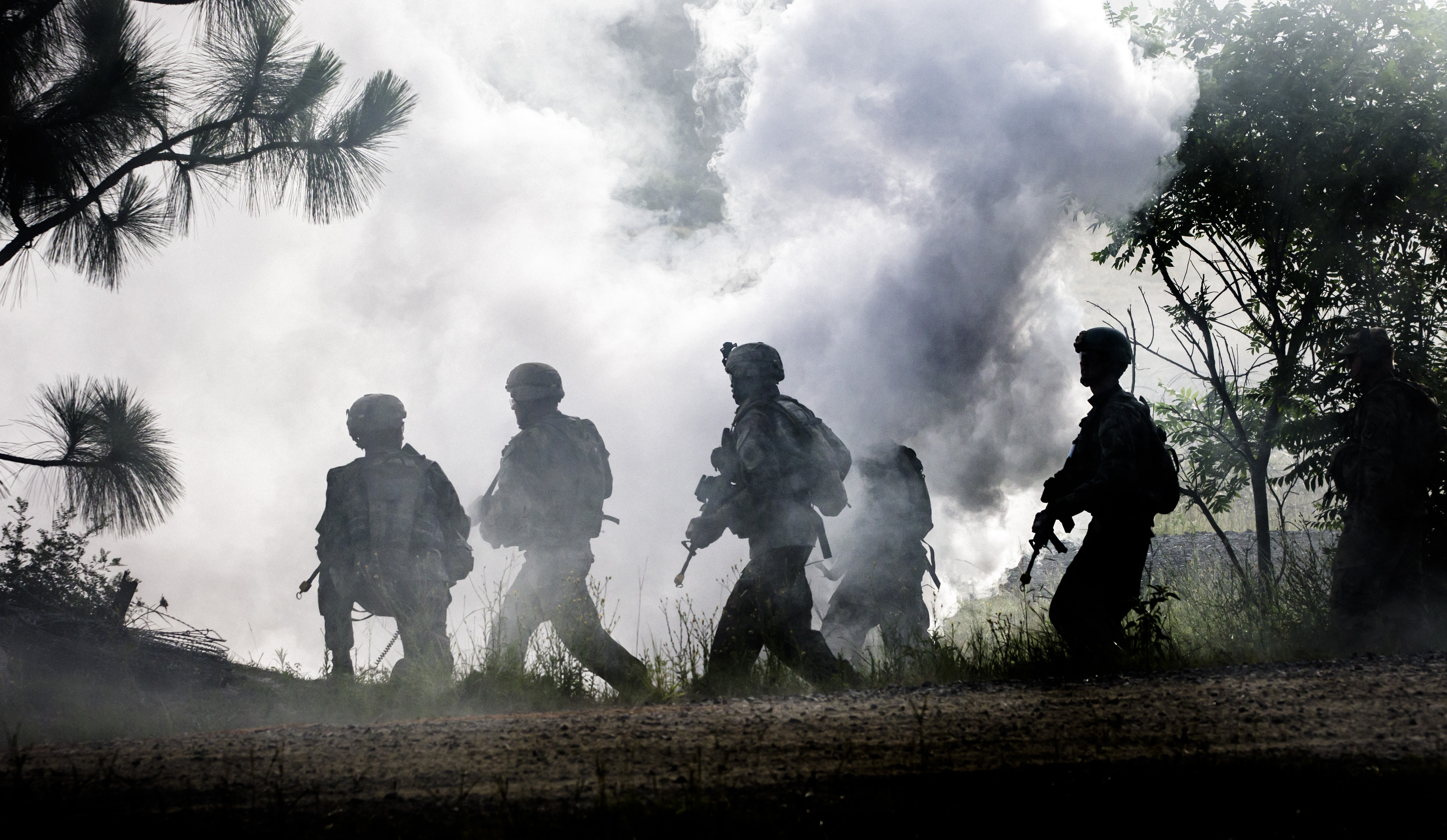
سربازان در حال پیشروی تحت پوشش پرده دود در طول یک رزمایش آموزشی

پرده دود (انگلیسی: Smoke screen) یا پرده دودی، دودی است که برای پوشاندن حرکت یا موقعیت واحدهای نظامی مانند پیاده‌نظام، تانک، هواپیما یا کشتی، آزاد می‌شود.
پرده‌های دود اغلب یا توسط یک محفظه (مانند نارنجک دودزا) یا توسط یک وسیله نقلیه (مانند تانک یا کشتی جنگی) ایجاد می‌شوند.
در حالی که پرده‌های دود در ابتدا برای پنهان کردن حرکت از خط دید دشمن استفاده می‌شدند، فناوری مدرن به این معنی است که اکنون آنها در اشکال جدید نیز موجود هستند. این پرده‌های دود می‌توانند در طیف مادون قرمز و همچنین طیف مرئی نور را پوشش دهند تا از تشخیص توسط حسگرها یا نمایشگرهای مادون قرمز جلوگیری کنند، همچنین برای وسایل نقلیه به شکل فوق متراکم موجود هستند که برای مسدود کردن پرتوهای لیزر تعیین‌کننده‌های لیزری دشمن یا فاصله‌یاب‌ها استفاده می‌شوند.